# At-Tayba, al-Karak
at-Tayba (arabiska: الطيبة), eller at-Tayyiba, även al-Khanzira eller al-Khinzira (الخنزيرة), är en ort i västra Jordanien. Den ligger i provinsen al-Karak, 100 km söder om huvudstaden Amman. Antalet invånare är omkring 5 000.